# Lista de cursos de água do Distrito de Lisboa
Esta é uma lista completa de cursos de água do Distrito de Lisboa segundo o Instituto Geográfico do Exército.

## A
- Regueiro das Abertas
- Ribeiro da Abóia
- Ribeira do Açougue
- Rio do Açude
- Ribeiro de A-do-Baco
- Ribeiro de A-dos-Eiros
- Ribeira de A-dos-Potes
- Ribeira do Adrião
- Ribeiro da Advessa
- Ribeira das Águas
- Ribeira das Águas dos Mouros
- Regueira da Alagoa
- Ribeira da Alagoa
- Rio Alcabrichel
- Ribeira de Alcorvim
- Rio Alcubela
- Rio Alenquer
- Ribeira da Alfarrobeira
- Ribeiro do Algarve
- Ribeira de Almoster
- Ribeira de Alpriate
- Ribeira de Alqueidão
- Ribeira do Alvarinho
- Vala dos Ameais
- Ribeira da Ameixoeira
- Vala dos Amiais
- Ribeira do Arneiro
- Rio Arnoia
- Ribeiro da Atravessada
- Ribeiro de Aveiras
- Regueira da Azenha
- Ribeira da Azenha
- Ribeiro da Azenha
- Ribeira da Azenha Velha
- Ribeiro das Azenhas

## B
- Ribeira da Baloira
- Ribeiro de Barbastel
- Regueira do Barcide
- Ribeiro da Barqueira
- Rio Barradinha
- Ribeiro do Barrão
- Ribeira do Barro
- Ribeira da Barroca
- Ribeiro da Barroca
- Ribeira dos Barros
- Ribeira de Belas
- Vala da Bemposta
- Ribeira da Bica
- Ribeiro da Bica
- Ribeira do Boco
- Rio Bogota
- Ribeira da Boiça
- Rio Boicão
- Ribeira do Boição
- Ribeira de Bolelas
- Ribeira do Borracheira
- Rio do Bouco
- Ribeira do Braçal
- Ribeiro da Brandoa
- Ribeiro do Brejo
- Ribeira de Broqueiro
- Ribeira de Bucículos

## C
- Ribeira da Cabrela
- Ribeiro da Cachoeira
- Ribeiro das Cachoeiras
- Regueira do Cadoiço
- Regueira da Cadriceira
- Rio da Calçada
- Ribeira do Caldeirão
- Ribeira do Camarnal
- Ribeira de Camarões
- Ribeira de Caneças, Ribeira de Odivelas
- Ribeira do Canejo
- Rio Canhestro
- Ribeira do Caniçal
- Ribeira dos Caniços
- Ribeira do Carapuço
- Ribeira das Cardosas
- Ribeiro das Cardosas
- Ribeira das Cardozas
- Ribeiro das Cardozinhas
- Ribeira de Carenque
- Ribeira de Carnide
- Ribeira das Carrafochas
- Ribeiro do Carrascal
- Ribeira da Carrasqueira
- Ribeira da Carvalha
- Ribeira de Casaínhos
- Ribeira do Casal do Rego
- Ribeira do Casal Novo
- Ribeiro do Casal da Lage
- Ribeira de Casal da Serra
- Ribeiro da Castanheira
- Ribeira do Castelão
- Ribeira das Ceroulas
- Ribeiro de Chança
- Ribeira da Charneca
- Ribeiro da Charneca
- Ribeira de Cheleiros
- Ribeiro das Chincas
- Ribeira do Cocho
- Ribeira do Coxo
- Ribeira de Colares
- Ribeira da Conquinha
- Vala do Corte
- Ribeira da Costa
- Rio da Costa, Ribeira da Póvoa, Ribeira da Póvoa de Santo Adrião, Ribeira de Frielas
- Ribeiro Cova da Raposa
- Ribeira da Covina
- Regueira dos Coxos
- Rio Crós Cós
- Rio do Cuco

## E
- Ribeira das Eiras
- Ribeira do Espanhol
- Ribeira da Espicandeira
- Ribeira da Espinçanceira
- Ribeiro do Esporão
- Ribeira dos Estanques
- Ribeira da Estribeira

## F
- Ribeira do Falcão
- Ribeira de Fanhões
- Ribeiro de Fanhões
- Ribeira da Feiteira
- Rio Ferragudo
- Ribeira dos Ferreiros
- Ribeira de Fervença
- Ribeira de Fetais
- Ribeira das Figueiras
- Ribeira da Fonte Boa
- Ribeiro da Fonte da Pipa
- Ribeira de Fonte Santa
- Ribeira das Fontes Velhas
- Ribeira da Foz do Guincho
- Rio da Freira
- Ribeira da Freiria
- Ribeira do Freixinho
- Ribeira da Freixofeira
- Ribeira das Fundadas

## G
- Ribeira das Galés
- Rio Galvão
- Ribeira de Godigana
- Rio Grande (rio do Distrito de Lisboa)
- Rio Grande da Pipa
- Ribeiro da Granja
- Ribeiro do Grou

## H
- Regueira das Hortas do Manjapão

## J
- Rio Jamor, Rio do Jamor
- Ribeira de Janas
- Ribeira de Jarda
- Ribeiro do Jasmim
- Ribeira do Judeu
- Ribeiro dos Juncais
- Ribeira do Juncal

## L
- Ribeira da Lage
- Ribeira da Laje
- Ribeiro da Laje
- Ribeira da Lapa
- Ribeira das Levandeiras
- Rio Lisandro
- Ribeira do Loriçal
- Ribeira de Loureiro
- Rio de Loures, Rio de Lousa
- Rio da Louriceira
- Ribeira de Lourim

## M
- Ribeira da Maceira
- Ribeira da Macheia
- Ribeira da Maçussa
- Ribeira da Madalena
- Ribeira do Magoito
- Ribeiro das Maias
- Ribeira de Manique
- Ribeira de Maria Afonso
- Ribeira dos Marmeleiros
- Ribeiro do Marmelo
- Ribeira do Martingil
- Ribeira da Mata
- Ribeiro da Mata
- Rio da Mata
- Ribeira da Mata Grande
- Ribeira do Mato
- Rio dos Matos
- Ribeira do Mocho
- Ribeiro dos Mogos
- Ribeira de Monfalim
- Ribeira de Monfirre
- Ribeira de Montachique
- Ribeiro de Monte Gordo
- Regueira do Montengrão
- Ribeiro Monzebro
- Ribeira do Morgado
- Ribeiro do Mota
- Ribeiro da Moucharia
- Ribeira do Mourão
- Ribeiro do Moxarro
- Ribeira de Muchalforro
- Ribeira da Mucifal
- Regueira da Mugideira
- Ribeira da Mula
- Ribeira da Murteira
- Ribeiro da Murteira

## N
- Ribeira de Nafarros
- Ribeira de Nasce Água
- Ribeira da Nora
- Ribeiro dos Novais
- Ribeiro Novo da Lapa

## O
- Ribeira de Odivelas, Ribeira de Caneças
- Ribeira Olho de Água
- Ribeira do Olho de Água
- Ribeiro do Olho de Água
- Ribeira das Oliveiras
- Vala de Ossa
- Ribeira dos Ossos, Ribeira de Barcarena, Ribeira de Jarda, Ribeira das Jardas, Ribeira da Água Alva
- Rio Ota, Rio da Ota

## P
- Ribeiro do Paço
- Ribeira de Palhais
- Ribeira das Palhaqueiras
- Ribeira de Parreira
- Ribeiro das Patas
- Ribeiro Paúl
- Ribeiro de Paúl
- Vala do Paúl
- Ribeira de Pedrulhos
- Ribeira de Penha Longa
- Ribeiro Pequeno
- Rio Pequeno (Mafra)
- Rio Pequeno (Torres Vedras
- Rio Pequeno do Trancão
- Ribeira de Peral
- Ribeiro do Pereiro
- Ribeiro da Picanceira
- Ribeira do Picão
- Ribeiro do Picoto
- Ribeira de Pinheiro de Loures
- Ribeira da Pipa
- Regueira do Pisão
- Ribeiro do Pisão
- Ribeira dos Poços
- Ribeiro dos Poços
- Ribeira da Ponte
- Ribeira das Pontes
- Ribeira do Porto
- Ribeiro dos Portos
- Ribeira da Póvoa, Ribeira da Póvoa de Santo Adrião, Ribeira de Frielas, Rio de Loures
- Ribeiro de Povos
- Ribeira da Prezada
- Esteiro da Princesa
- Ribeiro da Pucariça

## Q
- Ribeiro das Quebradas
- Ribeira dos Quentes

## R
- Ribeira Rabaçal
- Rio da Raimunda
- Ribeiro da Raposeira
- Rio Real
- Ribeira de Ribamar
- Ribeira de Ribas
- Albufeira do Ribeiro da Mula
- Ribeira do Rio Mau
- Rio do Risco
- Ribeira de Rogel
- Ribeira das Romeiras
- Ribeira da Roussada

## S
- Ribeira da Sacoreta
- Rio Safarujo, Rio do Sobral
- Rio Salema
- Regueira do Salgado
- Ribeira da Samarra
- Regueira da Samouca
- Ribeira de Samoqueiro
- Rio Sangue (Torres Vedras), Ribeira de Matacães
- Ribeiro de Santana da Carnota
- Ribeiro de Santa Sofia
- Rio de Santo Amaro
- Ribeira de Santo António
- Ribeiro de Santo António
- Rio de Santo António
- Rio de São Bartolomeu
- Ribeiro de São João
- Ribeiro de São Romão
- Ribeira de São Sebastião
- Ribeiro de São Sebastião
- Ribeira do Sebastião
- Regueira da Semineira
- Regueiro da Serra
- Ribeira da Serra do Calvo
- Rio da Silveira
- Rio Sizandro
- Rio Soalheiro
- Ribeira da Sobreira
- Ribeira do Somato
- Ribeira do Sorraia
- Rio Sorraia

## T
- Rio Tejo
- Ribeira da Tesoureira
- Ribeira de Toledo
- Ribeiro dos Torneiros
- Ribeira da Torre
- Rio de Toxofal
- Rio Trancão
- Rio da Travessa
- Ribeira do Tufo

## V
- Ribeira do Vale
- Ribeira do Vale da Borra
- Ribeiro do Vale da Pia
- Ribeira Vale das Lebres
- Ribeira do Vale de Abrigo
- Ribeira do Vale de Arroz
- Ribeira do Vale de São Gião
- Ribeira de Vale de Touro
- Ribeiro do Vale do Inferno
- Ribeira de Vale Figueira
- Ribeira do Vale Lagoa
- Ribeira Valente da Urca
- Ribeiro Valmoinho
- Rio de Valverde
- Regueira da Várzea
- Ribeira da Várzea
- Ribeiro de Venda das Pulgas
- Ribeira da Verdelha
- Ribeiro da Vidigueira
- Ribeiro de Vilar
- Ribeiro de Vila Seca
- Ribeira das Vinhas
- Ribeira das Voltas

## Z
- Ribeira da Zambujeira
- Ribeira da Zibreira